# Айнзідельн (округ)
Айнзідельн (нім. Bezirk Einsiedeln) — округ у Швейцарії в кантоні Швіц. Адміністративний центр — Айнзідельн. Айнзідельн відомий своїм монастирем, бенедиктинським Айнзідельнським абатством, заснованим у X столітті.

## Громади
У таблиці наведено список громад округу станом на 2022 рік, населення та площа станом на 2019 рік.

| Українська назва | Оригінальна назва | Код BFS | Населення | Площа |
| ---------------- | ----------------- | ------- | --------- | ----- |
| Айнзідельн       | Einsiedeln        | 1301    | 16106     | 98,9  |